# Volume 3
| Совокупная оценка    | Совокупная оценка |
| Источник             | Оценка            |
| -------------------- | ----------------- |
| Metacritic           | 68/100            |
| Оценки критиков      |                   |
| Источник             | Оценка            |
| Allmusic             | [ 2 ]             |
| Consequence of Sound | [ 3 ]             |
| Pitchfork            | 7.5/10            |
| Sputnikmusic         | 2.4/5             |
| Under The Gun Review | 6/10              |

Volume 3 — четвёртый студийный альбом дуэта She & Him, изданный 7 мая 2013 года на Merge Records в США и 13 мая на Double Six Records в Великобритании.

## Список композиций
1. "I've Got Your Number, Son"  	3:07
2. "Never Wanted Your Love"  	3:13
3. "Baby" (George Morton, Jeff Barry, Ellie Greenwich)	3:15
4. "I Could've Been Your Girl"  	3:11
5. "Turn to White"  	4:22
6. "Somebody Sweet to Talk To"  	3:02
7. "Something's Haunting You"  	2:52
8. "Together"  	4:06
9. "Hold Me, Thrill Me, Kiss Me" (Harry Noble)	2:44
10. "Snow Queen"  	2:32
11. "Sunday Girl" (Chris Stein)	3:04
12. "London"  	2:28
13. "Shadow of Love"  	2:42
14. "Reprise (I Could've Been Your Girl)"

## Чарты
| Чарт (2013)               | Место |
| ------------------------- | ----- |
| Belgian Albums Chart (Vl) | 67    |
| Spanish Albums Chart      | 94    |
| Swedish Albums Chart      | 37    |
| US Billboard 200          | 15    |

## Критика
Грегори Хини из Allmusic положительно оценил в альбоме «солнечные, по уши влюблённые звуки». Журнал Magnet назвал альбом «мгновенно симпатичным», а Дейл Айзингер из Consequence of Sound отметил, что альбом полон «лёгких и полностью осознанных песен». Руди К. из Sputnikmusic похвалил «простоту песен и их повседневную романтику», но в то же время отметил, что иногда альбом ощущается как «механически заученный» и имеющий «скорпулёзно хороший вкус, который является красивым и ностальгическим, но в значительной степени неинтересным».